# Scaptodrosophila fuscovittata
Scaptodrosophila fuscovittata är en tvåvingeart som först beskrevs av Harrison 1954.  Scaptodrosophila fuscovittata ingår i släktet Scaptodrosophila och familjen daggflugor. Inga underarter finns listade i Catalogue of Life.